# Trĩ Elliot

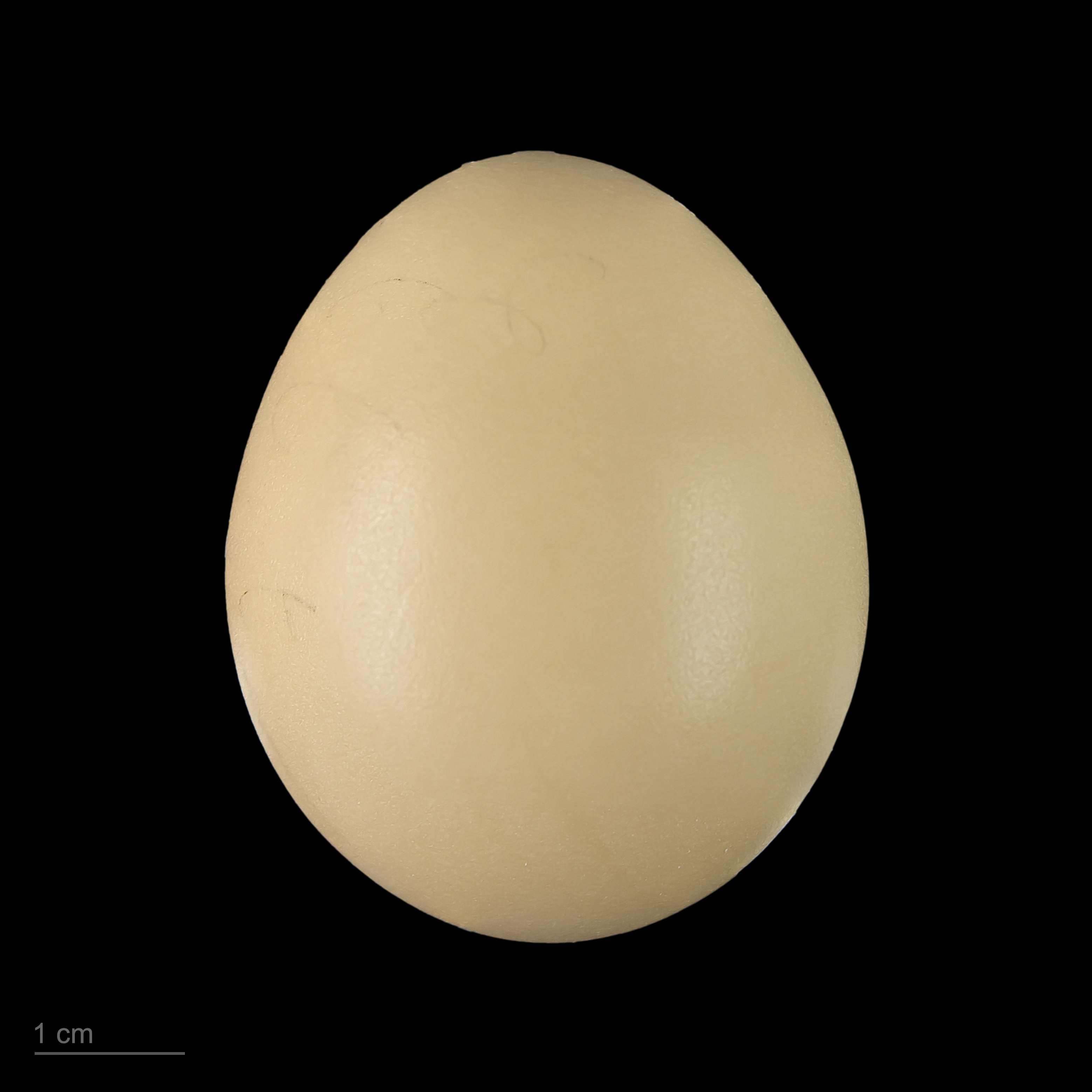
Syrmaticus ellioti

Trĩ Elliot (tên khoa học Syrmaticus ellioti) là một loài chim trong họ Phasianidae.
Đây là loài bản địa đông nam Trung Quốc.

## Miêu tả
Chim trống dài tới 80 cm (31 in); bộ lông có màu nâu và trắng với một cổ họng màu đen, phần màu nâu hạt dẻ, bụng, gáy và thanh cánh màu trắng, da mặt đỏ trần và đuôi dài màu trắng đục. Con mái nhỏ hơn, dài 50 cm (20 in); chúng có màu đỏ nâu với cổ họng đen, bụng trắng và đuôi ít có sọc. 

## Phân bố
Loài chim này là loài đặc hữu ở Đông Nam Trung Quốc (các tỉnh Quý Châu, Hồ Bắc, An Huy, Chiết Giang, Phúc Kiến, Giang Tây, Hồ Nam, Quảng Tây và Quảng Đông), nơi nó sống trong rừng thường xanh và núi ở độ cao 200–1.900 m. Chế độ ăn của chúng bao gồm chủ yếu là hạt, lá và quả. 

## Phân loại
Loài này lần đầu tiên được mô tả vào năm 1872 bởi Robert Swinhoe, dưới cái tên "Phasianus ellioti"; vật liệu mẫu lấy từ Ningpo, tỉnh Chiết Giang, Trung Quốc. Tên cụ thể, Ellioti kỷ niệm nhà nghiên cứu chim Daniel Draud Elliot. Daniel Giraud Elliot;